# Вича (Лучани)
Вича је насеље у Србији у општини Лучани у Моравичком округу. Према попису из 2022. било је 701 становника.
Овде се налази Црква Светог пророка Илије у Вичи.

## Демографија
У насељу Вича живи 1037 пунолетних становника, а просечна старост становништва износи 46,3 година (44,2 код мушкараца и 48,3 код жена). У насељу има 428 домаћинстава, а просечан број чланова по домаћинству је 2,86.
Ово насеље је великим делом насељено Србима (према попису из 2002. године), а у последња три пописа, примећен је пад у броју становника.
|  |

| Демографија | Демографија | Демографија |
| Година      | Становника  | Становника  |
| ----------- | ----------- | ----------- |
| 1948.       | 2.101       |             |
| 1953.       | 2.172       |             |
| 1961.       | 2.100       |             |
| 1971.       | 1.901       |             |
| 1981.       | 1.685       |             |
| 1991.       | 1.389       | 1.388       |
| 2002.       | 1.225       | 1.225       |
| 2011.       | 971         |             |

| Етнички састав према попису из 2002.‍ | Етнички састав према попису из 2002.‍ | Етнички састав према попису из 2002.‍ | Етнички састав према попису из 2002.‍ | Етнички састав према попису из 2002.‍ |
| ------------------------------------ | ------------------------------------ | ------------------------------------ | ------------------------------------ | ------------------------------------ |
|                                      |                                      |                                      |                                      |                                      |
| Срби                                 | Срби                                 |                                      | 1.208                                | 98,61%                               |
| Црногорци                            | Црногорци                            |                                      | 3                                    | 0,24%                                |
| Муслимани                            | Муслимани                            |                                      | 1                                    | 0,08%                                |
| Македонци                            | Македонци                            |                                      | 1                                    | 0,08%                                |
| Југословени                          | Југословени                          |                                      | 1                                    | 0,08%                                |
| непознато                            | непознато                            |                                      | 10                                   | 0,81%                                |

| Година пописа     | 1948. | 1953. | 1961. | 1971. | 1981. | 1991. | 2002. |
| ----------------- | ----- | ----- | ----- | ----- | ----- | ----- | ----- |
| Број домаћинстава | 337   | 359   | 405   | 436   | 452   | 425   | 428   |

| Број чланова      | 1   | 2   | 3  | 4  | 5  | 6  | 7  | 8 | 9 | 10 и више | Просек |
| ----------------- | --- | --- | -- | -- | -- | -- | -- | - | - | --------- | ------ |
| Број домаћинстава | 102 | 132 | 56 | 60 | 36 | 28 | 10 | 3 | 1 | 0         | 2,86   |

| Пол    | Укупно | Неожењен/Неудата | Ожењен/Удата | Удовац/Удовица | Разведен/Разведена | Непознато |
| ------ | ------ | ---------------- | ------------ | -------------- | ------------------ | --------- |
| Мушки  | 504    | 134              | 337          | 28             | 3                  | 2         |
| Женски | 570    | 76               | 340          | 145            | 9                  | 0         |
| УКУПНО | 1.074  | 210              | 677          | 173            | 12                 | 2         |

| Пол    | Укупно                    | Пољопривреда, лов и шумарство | Рибарство                            | Вађење руде и камена | Прерађивачка индустрија       |
| ------ | ------------------------- | ----------------------------- | ------------------------------------ | -------------------- | ----------------------------- |
| Мушки  | 295                       | 205                           | 0                                    | 0                    | 39                            |
| Женски | 240                       | 185                           | 0                                    | 0                    | 21                            |
| УКУПНО | 535                       | 390                           | 0                                    | 0                    | 60                            |
| Пол    | Производња и снабдевање   | Грађевинарство                | Трговина                             | Хотели и ресторани   | Саобраћај, складиштење и везе |
| Мушки  | 7                         | 1                             | 11                                   | 3                    | 5                             |
| Женски | 0                         | 0                             | 10                                   | 1                    | 2                             |
| УКУПНО | 7                         | 1                             | 21                                   | 4                    | 7                             |
| Пол    | Финансијско посредовање   | Некретнине                    | Државна управа и одбрана             | Образовање           | Здравствени и социјални рад   |
| Мушки  | 0                         | 1                             | 9                                    | 5                    | 3                             |
| Женски | 2                         | 0                             | 1                                    | 10                   | 5                             |
| УКУПНО | 2                         | 1                             | 10                                   | 15                   | 8                             |
| Пол    | Остале услужне активности | Приватна домаћинства          | Екстериторијалне организације и тела | Непознато            | Непознато                     |
| Мушки  | 1                         | 0                             | 0                                    | 5                    | 5                             |
| Женски | 1                         | 0                             | 0                                    | 2                    | 2                             |
| УКУПНО | 2                         | 0                             | 0                                    | 7                    | 7                             |

## Познате личности
- Радмила Бакочевић - (1933)  српска оперска певачица.